# Seznam japonských výsadkových lodí

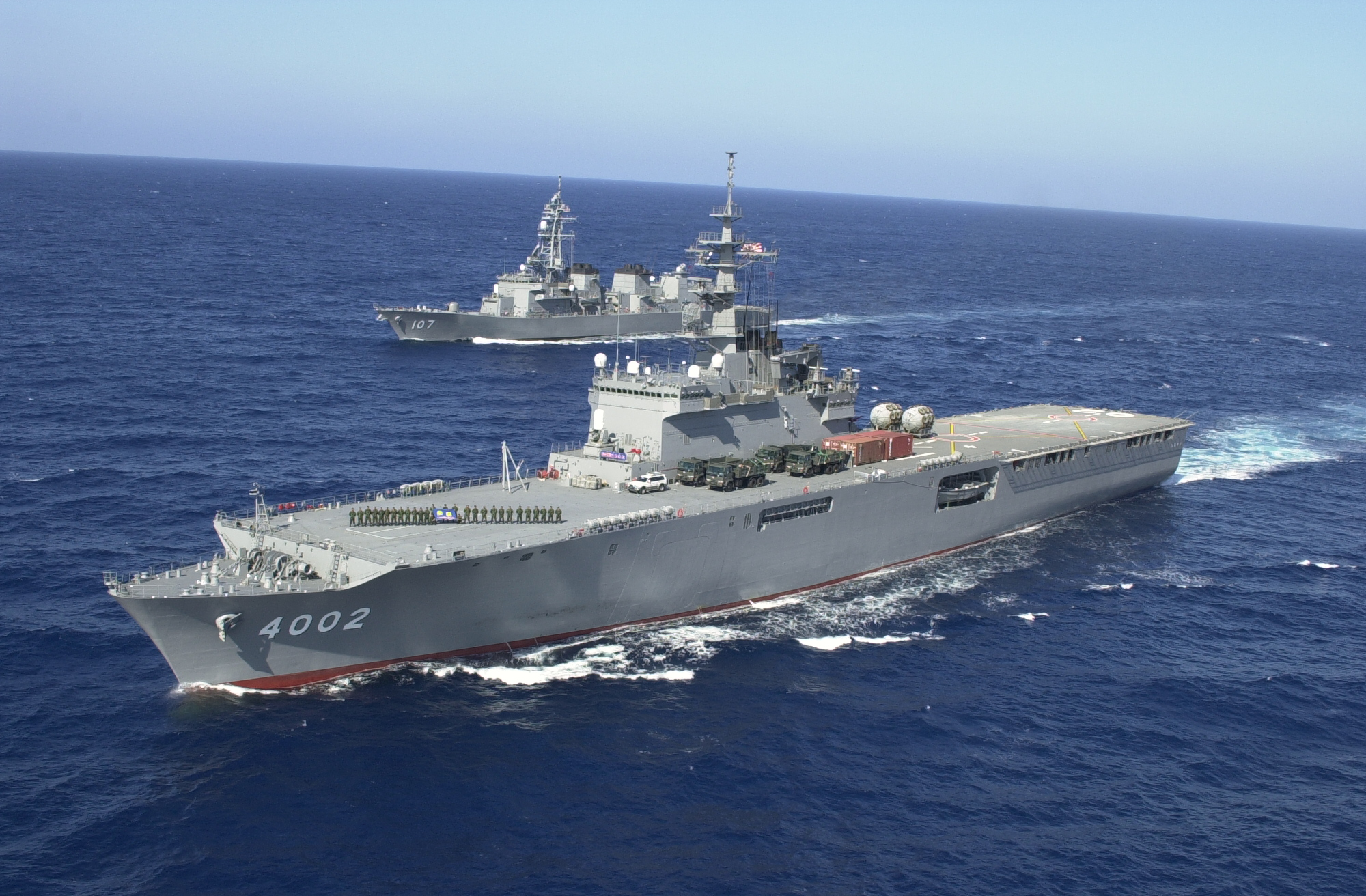
Šimokita (LST-4002)

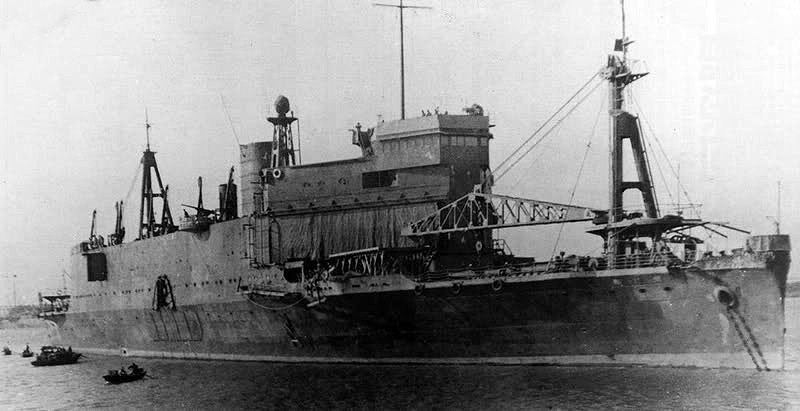
Shinshu Maru

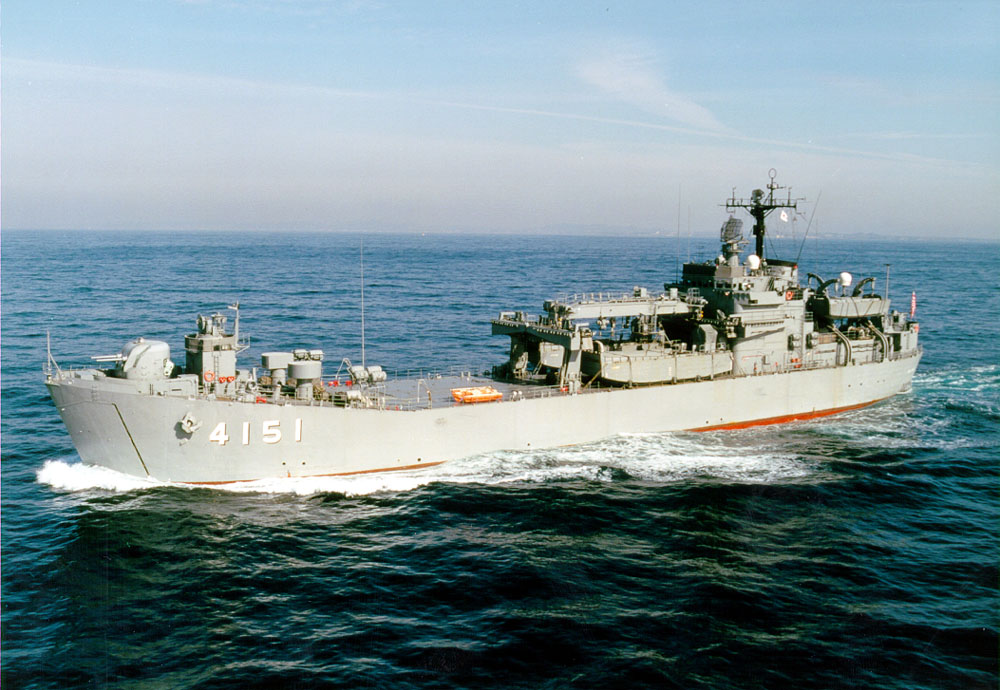
Miura (LST-4151)

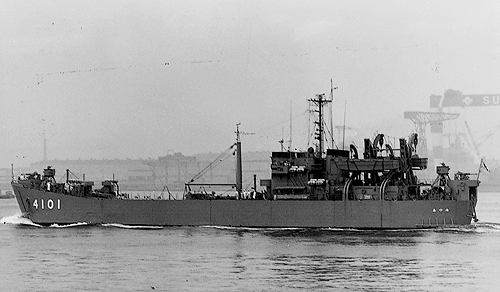
Acumi (LST-4101)

Seznam japonských výsadkových lodí obsahuje výsadkové lodě Japonského císařského námořnictva a Japonských námořních sil sebeobrany.

## Vrtulníkové výsadkové lodě

### TřídaÓsumi
- Ósumi (LST-4001)
- Šimokita (LST-4002)
- Kunisaki (LST-4003)

### TřídaShinshu Maru
- Shinshu Maru

## Tankové výsadkové lodě

### TřídaMiura
- Miura (LST-4151)
- Ojika (LST-4152)
- Satsuma (LST-4153)

### TřídaAcumi
- Acumi (LST-4101)
- Motobu (LST-4102)
- Nemoro (LST-4103)